# Aero A-14
De Aero A-14 (ook wel bekend als A.14 en A-14 Brandenburg) was een Tsjechoslowaakse militaire dubbeldekker gebouwd door Aero. De A-14 was een verkenningsvliegtuig, dat net als de Aero Ae-01 gebaseerd is op een aangepaste Hansa-Brandenburg B.I die Aero in de Eerste Wereldoorlog had gebouwd als Ae-10.
Ondanks dat het toestel al verouderd was toen het in 1922 in productie genomen werd heeft het een noemenswaardige rol vervuld voor het ČSA. Op z’n minst 17 toestellen werden door ČSA ingezet als postvliegtuig tussen Praag en Bratislava. Deze konden, als het nodig was, een passagier meenemen. De toestellen van de Tsjechoslowaakse luchtmacht werden veelal ingezet om vliegroutes te onderzoeken die de ČSA daarna zou vliegen. Tussen 1924 en 1925 was de A-14 het belangrijkste type van de ČSA.

## Specificaties
- Bemanning: 2
- Lengte: 8,40 m
- Spanwijdte: 12,30 m
- Vleugeloppervlak: 37,5 m2
- Leeggewicht: 933 kg
- Volgewicht: 1 275 kg
- Motor: 1× Hiero N, 170 kW (270 pk)
- Maximumsnelheid: 179 km/h
- Klimsnelheid: 1,85 m/s

## Gebruikers
Militair:
- Tsjechoslowakije

Civiel:
- ČSA